# Джозеф Зіто
Джозеф Зіто (англ. Joseph Zito; 14 травня 1946) — американський режисер.

## Біографія
Джозеф Зіто народився 14 травня 1946 року у місті Нью-Йорк, США. Навчався у Міському університеті Нью-Йорка, де вивчав економіку і психологію. Працював у редакційній службі з пост-продакшну фільмів. Як режисер зробив перший фільм «Викрадення» (1975). Зито є частим викладачем в університетах і коледжах по всій території США, включаючи університет Південної Кароліни, університет Огайо в Боулінг Грін і Каліфорнійський університет у Лос-Анджелесі.

## Фільмографія
| Рік       |   | Українська назва             | Оригінальна назва                  | Роль               |
| --------- | - | ---------------------------- | ---------------------------------- | ------------------ |
| 1975      | ф | Викрадення                   | Abduction                          | режисер            |
| 1979      | ф | Кривава лють                 | Bloodrage                          | режисер, продюсер  |
| 1981      | ф | Вбивця Розмарі               | The Prowler                        | режисер, продюсер  |
| 1984      | ф | П'ятниця 13-е: Остання глава | Friday the 13th: The Final Chapter | режисер            |
| 1984      | ф | Зниклі безвісти              | Missing in Action                  | режисер            |
| 1985      | ф | Вторгнення в США             | Invasion U.S.A.                    | режисер            |
| 1988      | ф | Червоний скорпіон            | Red Scorpion                       | режисер, сценарист |
| 2000      | ф | Дельта Форс: Зниклий патруль | Delta Force One: The Lost Patrol   | режисер, продюсер  |
| 2003      | ф | Тінь Сатурна                 | Power Play                         | режисер            |
| 2007—2013 | с |                              | Critical Moments                   | продюсер           |